# Domingo Ripoll y Gimeno
Domingo Ripoll y Gimeno (Vilallonga, Safor, 1810 - 1887) fou un militar i polític valencià, diputat a les Corts Espanyoles durant el sexenni democràtic.

## Biografia
Membre des de jovenet del Partit Progressista i seguidor del general Espartero, va lluitar a la primera guerra carlina com a ajudant de camp del general Martín Zurbano, més tard cunyat seu, i destacant al front de la Rioja Alabesa. El 1840 fou ascendit a capità i nomenat governador militar de Reus, Vic i Solsona, i el 1841 de Xàtiva. La caiguda d'Espartero el 1843 comportà el seu ostracisme i fou processat fins a tres cops, raó per la qual va apostar per la via conspirativa contra tots els governs moderats fins a la revolució de 1868.
Durant el sexenni democràtic es va vincular als cercles republicans, tot i que fou elegit diputat del Partit Radical pel districte de Gandia a les eleccions generals espanyoles d'abril de 1872 i agost de 1872, però el novembre de 1872 va renunciar a l'escó en ser nomenat capità general de Valladolid, i fou substituït per Sinibaldo Gutiérrez Mas. Durant la Primera República Espanyola fou segon capità general de València, i va promoure el port de Gandia i el ferrocarril cap a Alcoi. Quan es produí la restauració borbònica tornà a caure en desgràcia i es retirà de la política.